# Biblioteca de Binhai
La biblioteca de Binhai es una biblioteca ubicada en Tianjin, China. Ha sido diseñada por el estudio neerlandés MVRDV, en colaboración con los diseñadores locales TUPDI.

## Descripción
Abrió sus puertas el 1 de octubre de 2017. Cuenta con 33 700 metros cuadrados, divididos en cinco plantas y una cascada con forma de ola con capacidad para más de 1,2 millones de libros. La sala principal no contiene libros, sino imágenes pintadas en los estantes. Mide 30 metros de altura. En medio contiene una esfera llamada «El Ojo», que es un auditorio.
La característica principal del edificio es el auditorio esférico luminoso que ocupa el centro. Está diseñado no solo como un espacio educacional, sino como un espacio que conecta oficinas y hasta salas de reuniones.